# Гуков (Хмельницкая область)
Гуков (укр. Гуків) — село в Каменец-Подольском районе Хмельницкой области Украины.
Население по переписи 2001 года составляло 801 человек. Почтовый индекс — 31660. Телефонный код — 3859. Занимает площадь 2,644 км². Код КОАТУУ — 6825282001.

## Местный совет
31660, Хмельницкая обл., Каменец-Подольский р-н, с. Гуков, ул. Центральная, 2; тел. 9-41-96.